# Scaevola restiacea
Scaevola restiacea är en tvåhjärtbladig växtart. Scaevola restiacea ingår i släktet Scaevola och familjen Goodeniaceae.

## Underarter
Arten delas in i följande underarter:
- S. r. divaricata
- S. r. restiacea